# Papyrus 115

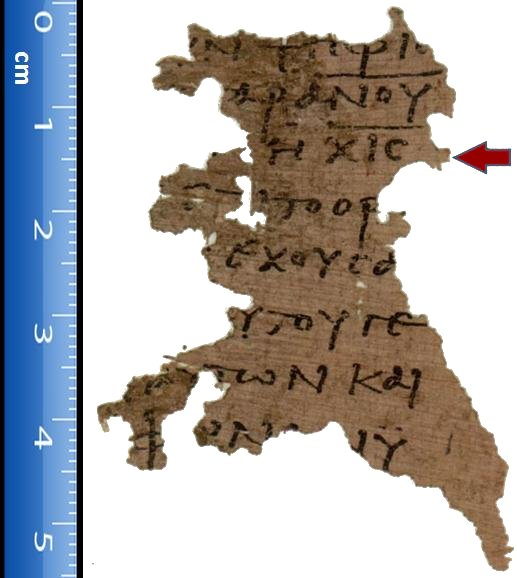

Papyrus 115 ({\displaystyle {\mathfrak {P}}}115) är det äldsta kvarvarande fragmentet som hittats från Bibelns uppenbarelsebok. Det härstammar från 225-275 efter Kristus och är skrivet på grekiska. Det intressanta med papyrus 115 är att pilen på bilden pekar till talet 616 (Chi, Jota, Stigma - ΧΙϚ) som vilddjurets tal och inte 666 (Chi, Xi, Stigma - ΧΞϚ) som det populärt benämns. Av detta har det uppstått en diskussion om vilddjurets tal är felöversatt, eftersom hebreiska för 666 liknar 616 på latin.